# 国道23号線 (韓国)
国道23号線(康津~天安線、こくどう23ごうせん、ハングル: 국도 제23호선)は全羅南道康津郡康津邑から忠清南道天安市東南区新富洞天安インターチェンジを結ぶ大韓民国の一般国道である。 終点である天安インターチェンジでも、国家支援地方道23号線と直結される。

## 歴史
- 1967年 : 二級国道23号木浦~天安線で指定された。
- 1971年8月31日 : 一般国道路線指定令により国道第23号線木浦-天安線になる。

## 通過する自治体
- 全羅南道
  - 康津郡 - 長興郡 - 霊岩郡 - 羅州市 - 咸平郡 - 霊光郡
- 全北特別自治道
  - 高敞郡 - 扶安郡 - 金堤市 - 益山市
- 忠清南道
  - 論山市 - 公州市 - 天安市 (東南区)
- 世宗特別自治市
- 忠清南道
  - 天安市 (東南区)

## 交差する道路
高速道路
- 京釜高速道路
- 南海高速道路
- 西海岸高速道路
- 論山-天安高速道路
- 高敞-潭陽高速道路
- 康津-光州高速道路（朝鮮語版）

国道
- 国道1号線
- 国道2号線
- 国道4号線
- 国道13号線 (韓国)（朝鮮語版）
- 国道18号線 (韓国)（朝鮮語版）
- 国道21号線 (韓国)
- 国道22号線 (韓国)（朝鮮語版）
- 国道24号線 (韓国)
- 国道26号線 (韓国)
- 国道29号線 (韓国)
- 国道30号線 (韓国)
- 国道32号線 (韓国)（朝鮮語版）
- 国道36号線 (韓国)（朝鮮語版）
- 国道43号線 (韓国)（朝鮮語版）
- 国道77号線